# Myron Clarinda
Myron Clarinda (nacido el 1 de junio de 1993) es un futbolista internacional de Curazao y se desempeña en el terreno de juego como portero; su actual equipo es el CRKSV Jong Holland de la primera división del Fútbol de las Antillas Neerlandesas.

## Trayectoria
- CRKSV Jong Holland  2011-2012

- Union Deportivo Banda Abou  2013-Préstamo

- CRKSV Jong Holland  2014-presente